# 5月10日 (旧暦)
旧暦5月10日は、旧暦5月の10日目である。六曜は友引である。

## できごと
- 慶雲元年（ユリウス暦704年6月16日） - 雲の瑞祥により大宝から慶雲に改元
- 文久3年（グレゴリオ暦1863年6月25日） - 長州藩が下関海峡に碇泊中の米商船に砲撃
- 明治4年（グレゴリオ暦1871年6月27日） - 「新貨条例」公布。貨幣の名称を「円・銭・厘」とし十進法を採用。旧1両を1円とする

## 誕生日
- 弘化3年（閏5月）（グレゴリオ暦1846年7月3日） - 和宮親子内親王、仁孝天皇の第八皇女・徳川家茂の妻（+ 1877年）

## 忌日
- 綏靖天皇33年（ユリウス暦紀元前549年6月10日） - 綏靖天皇、2代天皇